# Al Freeman Jr.
Pour les articles homonymes, voir Freeman.
Al Freeman Jr., né le 21 mars 1934 à San Antonio, et mort le 9 août 2012 à Washington, est un acteur américain.
Il est essentiellement connu pour avoir interprété le rôle de Elijah Muhammad dans le film Malcolm X de Spike Lee, sorti en 1992. Al Freeman, Jr. sera récompensé par un NAACP Image Award. 

## Filmographie sélective
- 1964 : Ensign Pulver de Joshua Logan
- 1967 : Dutchman (en) de Anthony Harvey :
- 1969 : Un château en enfer de Sydney Pollack : Soldat Allistair Piersall Benjamin
- 1969 : L'Homme perdu de Robert Alan Aurthur : Dennis Lawrence
- 1968 : La Vallée du bonheur de Francis Ford Coppola : Howard
- 1968 : Le Détective de Gordon Douglas : Robbie Loughlin
- 1985: Le retour de Perry Mason: l'inspecteur.
- 1992 : Malcolm X de Spike Lee : Elijah Muhammad
- 1998 : Loin d'ici (Down in the Delta) de Maya Angelou : Earl Sinclair